# Lopé-Okanda
Lopé-Okanda è un parco nazionale che si trova nel Gabon centrale, istituito nel 2002 ed entrato a far parte nel 2007 dell'elenco dei Patrimonio dell'umanità dell'UNESCO con il nome di Écosystème et paysage culturel relique de Lopé-Okanda. È qualificato come misto, naturale e culturale, perché è notevole per la sua foresta e per le sue vestigia di culture passate. Fa parte del programma foresta del Patrimonio mondiale. Quest'area venne sottoposta a tutela già nel 1946 col nome di Riserva faunistica di Lopé-Okanda, la prima regione protetta del Gabon.

## Flora e fauna
Il territorio del parco è caratterizzato per la maggior parte della sua estensione da una vasta foresta pluviale, al cui interno si trova una notevole biodiversità composta da numerosissime specie sia animali che vegetali. Nonostante ciò, nella sua parte settentrionale il parco è caratterizzato da un'ampia savana, formatasi circa 15.000 anni fa nel periodo terminale dell'ultima glaciazione.

### Flora

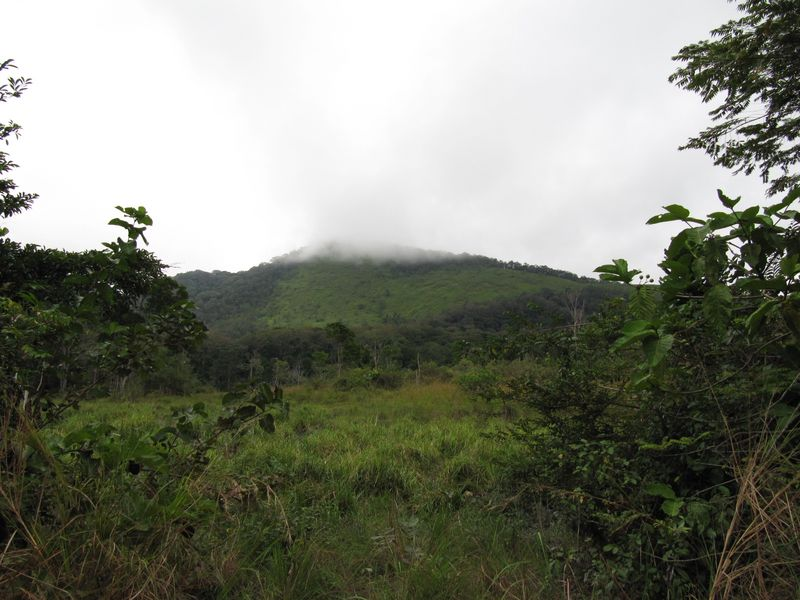
Nebbie sulle alture del parco di Lopé

Nella parte meridionale, il beli (Paraberlinia bifoliolata) è comune quanto l'okoumé. L'ozouga (Saccoglottis gabonensis) è abbondante vicino alle savane dove raggiunge il limite orientale. Vicino alle savane del nord, c'è una foresta di marancées, la cui origine è ancora poco chiara e molto discussa. Le savane, dal canto loro, sono caratterizzate dalla presenza di Pobeguinea erracta, Andropogon pseudapcicus e Hyparrbenia diplandra. Quelli nel nord-ovest sono generalmente non arbustivi. L'origine di queste savane rimane ancora, scientificamente, inspiegabile.
Il rilievo della parte nord-orientale della riserva è costituito da dolci rilievi collinari. Il resto del sito, con il suo aspro rilievo, è tagliato e dominato da ripide colline; l'est e il sud sono drenati dagli affluenti dell'Offoué, il nord e l'ovest dal Lopé e da diversi affluenti dell'Ogooué.

### Fauna selvatica
È caratteristica delle specie delle foreste dense: una cinquantina di mammiferi e più di 300 specie di uccelli (probabilmente 350 secondo un recente censimento). La combinazione di ambienti forestali e savana e la presenza di corsi d'acqua conferiscono a quest'area protetta un carattere di particolare ricchezza biologica.

#### Mammiferi
Sono state osservate una cinquantina di specie, tra cui un minimo di dieci primati; i censimenti effettuati sui più caratteristici hanno rivelato la presenza di quasi mille gorilla di pianura e quasi 2000 scimpanzé. Le specie endemiche sembrano stare bene; l'ippopotamo sarebbe molto minacciato. L'elefante delle foreste e il bufalo sono presenti in densità piuttosto elevate, in particolare nella zona di savana a nord e nella zona di contatto foresta-savana. Sono inoltre presenti diverse specie di cefalofi, l'antilope bardata, il sitatunga (raro), il suino selvatico, diverse specie di cercopiteco, cercocèbes e mandrilli.

#### Avifauna
Una delle curiosità di questa foresta risiede nella presenza della picatharte, una specie rara e notevole di cui sono stati osservati individui e nidi. L'altra curiosità è la presenza del falco pellegrino africano che nidifica in una scogliera. È uno degli unici avvistamenti di questo tipo fatti di questa razza nell'Africa occidentale e centrale.

## Tracce antropogeniche
Il sito è ricco di vestigia della preistoria e dell'antichità.
Nella parte settentrionale del parco sono anche visibili i resti dell'antica presenza umana in queste regioni: caverne con numerose incisioni rupestri (se ne contano circa 1.800), abitazioni, manufatti risalenti al neolitico e all'età del ferro, testimonianza diretta della costituzione in quest'area di una rotta migratoria che, come conseguenza dei cambiamenti climatici seguiti alla glaciazione, ha portato diverse popolazioni bantu a spostarsi verso le foreste del Congo settentrionale, per poi espandersi verso l'Africa orientale e meridionale.

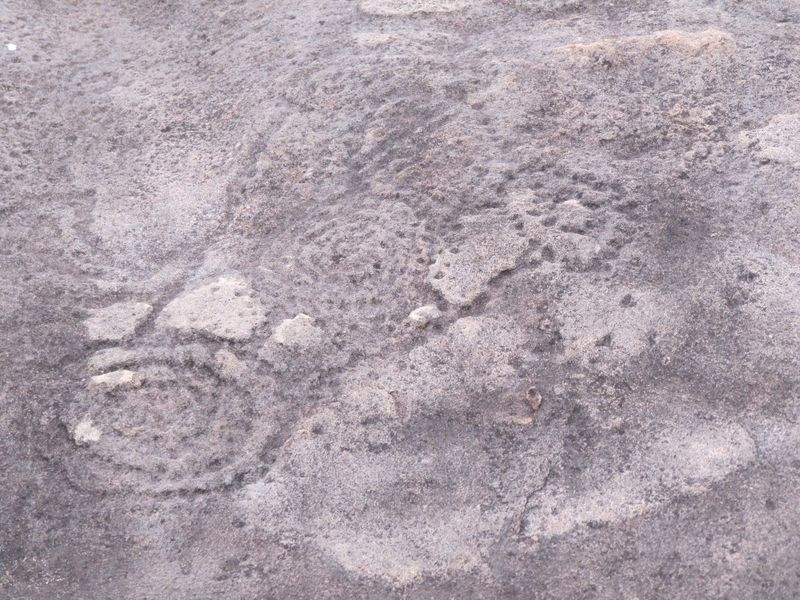
Incisione rupestre, Parco nazionale di Lopé, Gabon
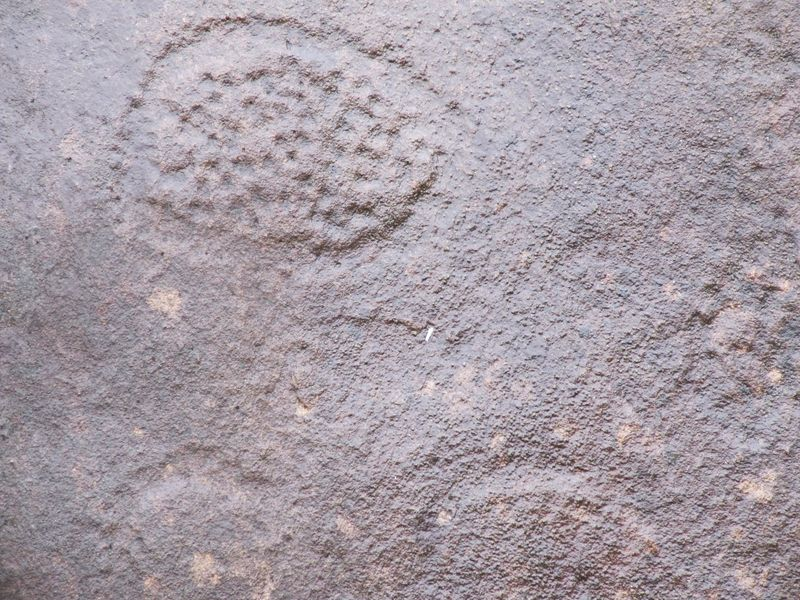
Incisione rupestre, Parco nazionale di Lopé, Gabon
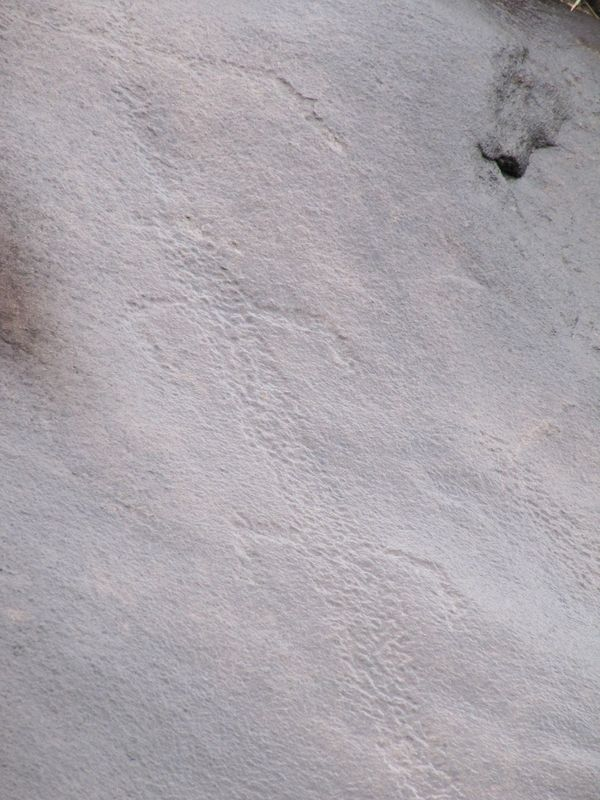
Incisione rupestre, Parco nazionale di Lopé, Gabon